# Karmir-Astj
Karmir-Astj (del ruso: Кармир-Астх) es un jútor del raión de Maikop en la república de Adiguesia de Rusia. Está situado 10 km al este de Maikop, la capital de la república, y 12 km al norte de Tulski. Tenía 23 habitantes en 2010.
Pertenece al municipio de Kuzhorskaya.